# Ярошенко, Татьяна Александровна
Татьяна Александровна Ярошенко (укр. Тетяна Олександрівна Ярошенко; род. 2 июня 1963, Донецк) — советский и украинский ученый и общественный деятель; библиотекарь и библиотековед, кандидат исторических наук, доцент.
Автор более ста публикаций.

## Биография
Родилась 2 июня 1963 года в Донецке Украинской ССР.
В 1982—1986 годах обучалась на библиотечном факультете Киевского государственного института культуры (ныне Киевский национальный университет культуры и искусств), который окончила с отличием по специальности «Библиотековедение и библиография».
По окончании вуза в 1986—1994 годах работала в Государственной библиотеке Украины для юношества, прошла ступени старшего библиотекаря, заведующего отделом и заместителя директора.
В 1994—1995 годах работала старшим преподавателем на библиотечном факультете Киевского государственного института культуры.
С января 1995 — директор научной библиотеки Национального университета «Киево-Могилянская академия». С мая 2015 — вице-президент этого же университета по научной работе и информатизации.
Татьяна Ярошенко стажировалась в США по программе академических обменов имени Фулбрайта (Yale University, 2004—2005; Columbia University, 2010—2011), по программе IREX University Administration Support Program Fellowship (Florida State University, USA, 2017), а также в Университете менеджмента образования Академии педагогических наук Украины (2019).
Занимается также общественной деятельностью: была председателем секции университетских библиотек Украинской библиотечной ассоциации (до 2015), председателем правления организации Украинский Фулбрайтовский круг (2013—2017), исполнительный директор общественной организации «ELibUkr Электронная библиотека Украины» (с 2008).
В числе наград Т. А. Ярошенко — Почётная грамота (2002) и знак «Отличник образования Украины» (2003) Министерства образования и науки Украины; медаль Святого Петра Могилы (2004); орден княгини Ольги III степени (2005); знак отличия Украинской библиотечной ассоциации «За вклад в библиотековедение» (2010) и «За преданность библиотечному делу» (2013); почетное звание «Заслуженный работник культуры Украины» (2015).